# 요코야마 루이
요코야마 루이(일본어: 横山 塁, 1999년 9월 30일~)는 일본의 축구 선수이다.

## 구단 경력
그는 2022년 J2리그의 몬테디오 야마가타에 입단했다. 2024년까지 47경기에 출전하여, 7득점을 넣었다. 2025년 레노파 야마구치 FC로 이적했다.